# Chaumot (Yonne)
Chaumot ist eine französische Gemeinde mit 701 Einwohnern (Stand: 1. Januar 2022) im Département Yonne in der Region Bourgogne-Franche-Comté (vor 2016 Bourgogne). Chaumot gehört zum Arrondissement Sens und zum Kanton Villeneuve-sur-Yonne.

## Geographie
Chaumot liegt etwa 17 Kilometer südsüdwestlich des Stadtzentrums von Sens. Umgeben wird Chaumot von den Nachbargemeinden Égriselles-le-Bocage im Norden und Nordwesten, Marsangy im Nordosten, Rousson im Osten, Bussy-le-Repos im Süden, Piffonds im Westen und Südwesten sowie Vernoy im Westen.

## Bevölkerungsentwicklung
| Jahr                       | 1881 | 1962 | 1968 | 1975 | 1982 | 1990 | 1999 | 2006 | 2013 |
| Einwohner                  | 665  | 325  | 388  | 385  | 406  | 464  | 503  | 635  | 747  |
| Quellen: Cassini und INSEE |      |      |      |      |      |      |      |      |      |

## Sehenswürdigkeiten
- Kirche Saint-Louis, seit 1984 Monument historique
- Burg Chaumot aus dem 10. Jahrhundert, als Schloss im 16. Jahrhundert erweitert

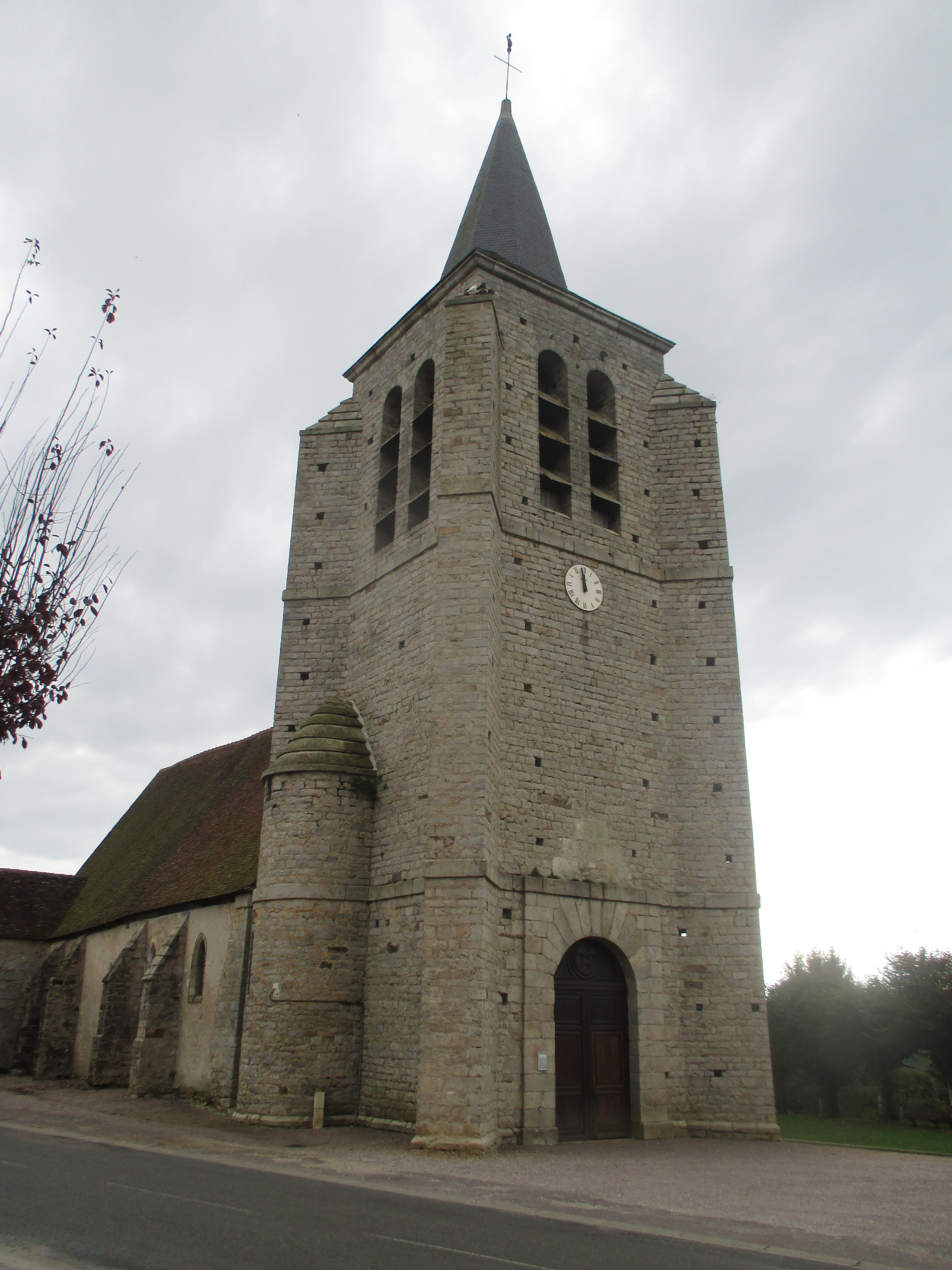
Kirche Saint-Louis